# Plectania
Plectania é um género de fungos da família Sarcosomataceae. São incluídas neste género 15 espécies, com ampla distribuição geográfica, especialmente nas áreas temperadas do hemisfério norte.

## References
1. ↑  Kirk PM, Cannon PF, Minter DW, Stalpers JA. (2008). Dictionary of the Fungi. 10th ed. Wallingford: CABI. p. 544. ISBN 0-85199-826-7